# Manuscrit Auchinleck

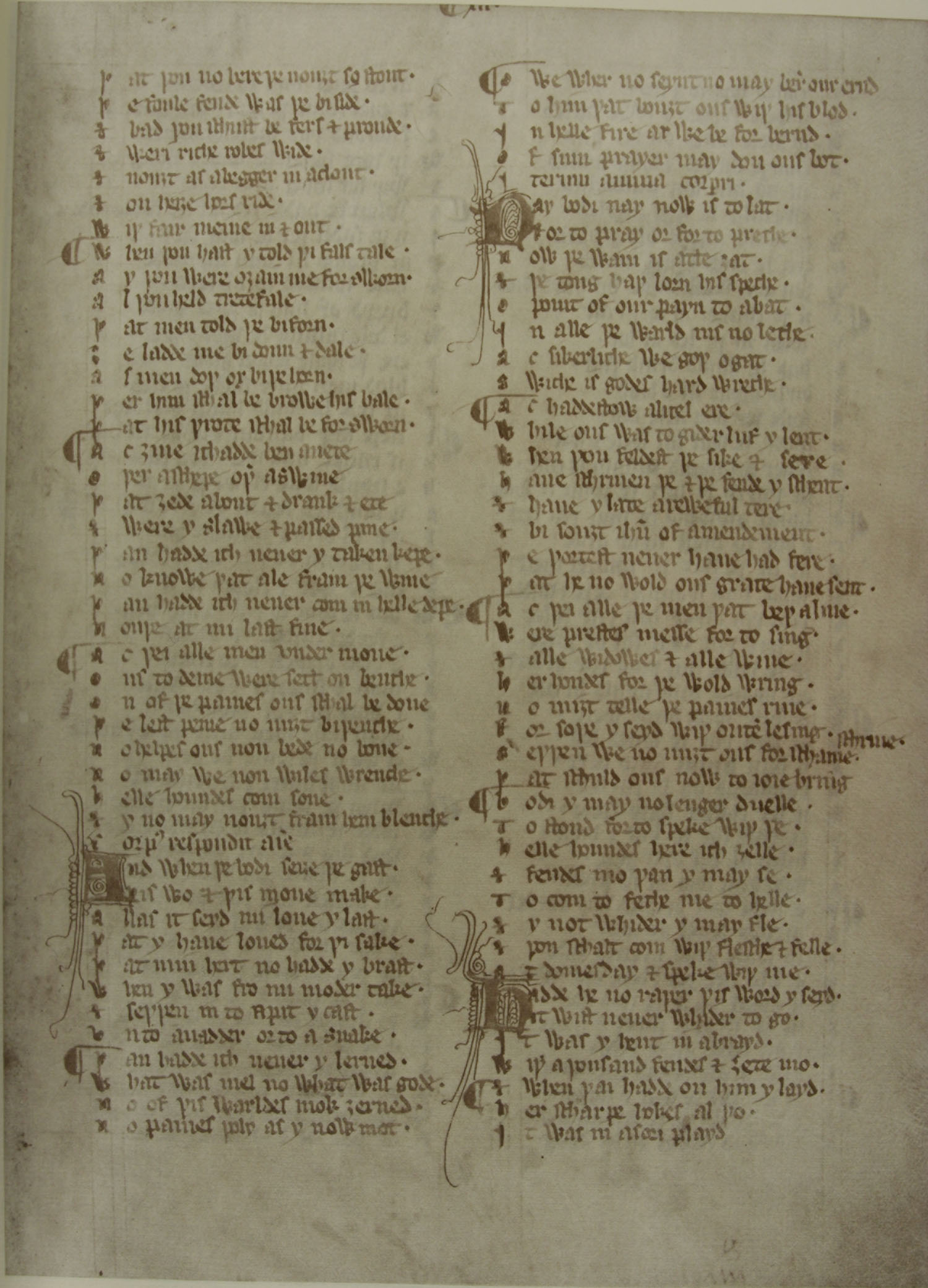
Une page de þe Desputisoun Bitven þe Bodi and þe Soule (f.34r).

Le manuscrit Auchinleck est un manuscrit enluminé du XIVe siècle conservé à la Bibliothèque nationale d'Écosse sous la cote Advocates 19.2.1. C'est un recueil de 44 textes, dont 23 ne sont connus que par ce manuscrit. Ces textes sont de nature variée : romans courtois, hagiographies, fabliaux, récits moraux, etc.

## Histoire
Le manuscrit est réalisé entre 1331 et 1340 par six scribes. Son premier propriétaire connu est le juge écossais Alexander Boswell, Lord Auchinleck, qui en fait don à l'Advocates Library d'Édimbourg en 1744. Il arrive à la Bibliothèque nationale d'Écosse en 1925, lorsque cette dernière remplace l'Advocates Library en tant que bibliothèque nationale écossaise et récupère l'intégralité de son fonds, à l'exception des ouvrages de loi.

## Contenu
Les textes uniques au manuscrit Auchinleck sont marqués d'un astérisque.
- The Legend of Pope Gregory
- The King of Tars
- The Life of Adam and Eve (*)
- Seynt Mergrete (*)
- Seynt Katerine (*)
- St Patrick's Purgatory (*)
- þe Desputisoun Bitven þe Bodi and þe Soule (*)
- The Harrowing of Hell
- The Clerk who would see the Virgin (*)
- Speculum Gy de Warewyke
- Amis and Amiloun
- The Life of St Mary Magdalene (*)
- The Nativity and Early Life of Mary
- On the Seven Deadly Sins (*)
- The Paternoster (*)
- The Assumption of the Blessed Virgin (*)
- Sir Degaré
- The Seven Sages of Rome
- Floris and Blancheflour
- The Sayings of the Four Philosophers (*)
- The Battle Abbey Roll
- Guy of Warwick – deux versions, dont une en couplets (*)
- Reinbroun (*)
- Sir Beues of Hamtoun
- Of Arthour & of Merlin (*)
- þe Wenche þat Loved þe King (*)
- A Peniworþ of Witt
- How Our Lady's Sauter was First Found
- Lay le Freine (*)
- Roland and Vernagu (*)
- Otuel a Knight (*)
- Kyng Alisaunder
- The Thrush and the Nightingale
- The Sayings of St Bernard
- Dauid þe King (*)
- Sir Tristrem (*)
- Sir Orfeo
- The Four Foes of Mankind (*)
- The Anonymous Short English Metrical Chronicle
- Horn Childe & Maiden Rimnild (*)
- Alphabetical Praise of Women (*)
- King Richard
- þe Simonie